# Бенусси, Феми
Феми Бенусси (итал. Femi Benussi; род. 4 марта 1945, Ровинь, Венеция-Джулия) — итальянская киноактриса хорватского происхождения.

## Биография
Настоящее имя — Эуфемия Бенусси. После окончания школы приехала в столицу Италии Рим. Благодаря своим прекрасным внешним данным стала сниматься в кино. Первую роль сыграла в фильме «Дева для принца» в 1965 году. За восемнадцатилетнюю карьеру в кино исполнила роли в 83 комедиях, эротических лентах и фильмах ужасов категории B. Актёрская удача — работа в фильме выдающегося кинорежиссёра Пьера Паоло Пазолини «Птицы большие и малые» (1966). В 1983 году ушла из кино.

## Фильмография
- Кровавая бездна ужаса (1965)
- Птицы большие и малые (1966)
- A suon di lupara (1967)
- Il tempo degli avvoltoi (1967)
- Samoa, regina della giungla (1968)
- Colpo grosso alla napoletana (The Biggest Bundle of Them All) (1968)
- Requiem per un gringo (Réquiem para el gringo) (1968)
- L’assassino ha le mani pulite (1968)
- Tarzana, sesso selvaggio (1969)
- Блондин – приманка для убийцы (1969)
- Il rosso segno della follia (1970)
- Homo Eroticus (1971)
- Le calde notti di Poppea (1972)
- I giochi proibiti dell’Aretino Pietro (1972)
- La mala ordina (1972)
- Che fanno i nostri supermen tra le vergini della jungla? (1972)
- Poppea… una prostituta al servizio dell’impero (1972)
- Finalmente… le mille e una notte (1972)
- Rivelazioni di un maniaco sessuale al capo della squadra mobile (1972)
- La ragazza di via Condotti (1974)
- Незнакомец и стрелок (1974)
- Il domestico (1974)
- Classe mista (1975)
- Nude per l’assassino/ Разденься для убийцы (1975)
- Убийца должен убить снова (1975)
- Кровосос ведёт в танце (1975)
- Il giustiziere sfida la città (1975)
- Stangata in famiglia (1975)
- La collegiale (1975)
- La professoressa di lingue (1976)
- La moglie di mio padre (1976)
- La cameriera nera (1976)
- Un toro da monta (1976)
- Che dottoressa ragazzi! (1976)
- Le impiegate stradali — Batton Story (1976)
- Mizzzzica… ma che è proibitissimo? (1983)